# Martiodendron parviflorum
Martiodendron parviflorum är en ärtväxtart som först beskrevs av Gerda Jane Hillegonda Amshoff, och fick sitt nu gällande namn av R.C.Koeppen. Martiodendron parviflorum ingår i släktet Martiodendron och familjen ärtväxter. Inga underarter finns listade i Catalogue of Life.